# Александровское сельское поселение (Киквидзенский район)
Алекса́ндровское се́льское поселе́ние — бывшее муниципальное образование в составе Киквидзенского района Волгоградской области.
Административный центр — село Александровка.

## История
Александровское сельское поселение образовано 10 декабря 2004 года в соответствии с Законом Волгоградской области № 967-ОД. Упрзднено, в соответствии с Законом Волгоградской области от 04.04.2019 № 21-ОД.

## Население
| 2010 | 2012 | 2013 | 2014 | 2015 | 2016 | 2017 |
| ---- | ---- | ---- | ---- | ---- | ---- | ---- |
| 446  | ↘440 | ↘432 | ↘423 | ↘416 | ↘410 | ↗414 |
| 2018 | 2019 |      |      |      |      |      |
| ↘402 | ↘399 |      |      |      |      |      |

## Состав сельского поселения
| № | Населённый пункт | Тип населённого пункта       | Население |
| - | ---------------- | ---------------------------- | --------- |
| 1 | Александровка    | село, административный центр | ↘399      |